# GRAM 63
GRAM 63 — прототип батальной винтовки, которая проходила испытания с целью замены самозарядной винтовки Ag m/42 в шведской армии и была произведена компанией Bofors Carl Gustaf. Винтовка проиграла лицензионной копии H&K G3, принятой на вооружении как Ak 4.